# Georgios Katselis
Georgios Katselis ist ein ehemaliger griechischer Radrennfahrer und nationaler Meister im Radsport.

## Sportliche Laufbahn
Katselis war Straßenradsportler und Bahnradsportler. 1985 gewann er mit Lampros Diamantopoulos, Georgios Maniatis und Evaggelos Papadakis die nationale Meisterschaft im Mannschaftszeitfahren. Diesen Titel gewann er erneut 1989. In der Saison 1989 siegte er auch in der nationalen Meisterschaft im Straßenrennen.
Auf der Bahn holte er die nationale Meisterschaft in der Mannschaftsverfolgung 1985 mit Georgios Maniatis, Vassilis Kamparakis und Evaggelos Papadakis, 1989 gewann er den Titel erneut. 1987 wurde er Dritter der Meisterschaft.
Katselis gewann mehrere Eintagesrennen in seiner Heimat. Er startete 1985 bei den UCI-Straßen-Weltmeisterschaften. Im Einzelrennen schied er aus, im Mannschaftszeitfahren kam der griechische Vierer auf den 22. Rang.